# Římskokatolická farnost Újezd u Brna
Římskokatolická farnost Újezd u Brna je územní společenství římských katolíků s farním kostelem svatého Petra a Pavla v děkanství šlapanickém. Do farnosti patří kromě Újezda u Brna také část obce Žatčany.

## Historie farnosti
První zmínka o románském kostele v Újezdě pochází z roku 1318. Postupem času však přestal kapacitně vyhovovat, proto byl v letech 1845–1847 nahrazen novým klasicistním chrámem. Dále však byl dokončován interiér, kostel byl vysvěcen v roce 1852.

## Duchovní správci
Od roku 1991 do roku 2013 působili ve farnosti jako faráři kněží salesiáni. Od 1. října 2010 do konce srpna 2013 byl farářem P. Mgr. Mgr. Oldřich Macík, SDB. Od 1. září 2013 do 30. července 2023 zde byl farářem P. Mgr. Petr Hošek. Od 6. srpna 2023 zde působí R. D. Ing. Pavel Svoboda. Ve farnosti působí také stálý jáhen Radek Mezuláník.

## Bohoslužby
| Kostel                | Místo        | Bohoslužba (den)           | Hodina                | Poznámka     |
| --------------------- | ------------ | -------------------------- | --------------------- | ------------ |
| svatého Petra a Pavla | Újezd u Brna | neděle středa pátek sobota | 8:00,11:00 18:00 8:00 | farní kostel |

## Primice
Ve farnosti slavil 6. července 2011 primiční mši svatou novokněz P. Ing. arch. Jiří Jeniš.

## Aktivity ve farnosti
Ve farnosti jsou aktivní modlitební společenství všech věkových skupin a zájmů – dětí, mládeže, matek, manželů, seniorů a scholy. Od roku 1997 zde sídlí rovněž klub salesiánského střediska mládeže, které navštěvuje asi 200 členů.
Ve farnosti se pravidelně koná farní ples.
Na 15. června připadá Den vzájemných modliteb farností za bohoslovce a bohoslovců za farnosti brněnské diecéze. Adorační den se koná 28. září.